# Sèrie Aubrey-Maturin
La sèrie de llibres Aubrey-Maturin consta de 21 llibres, dels quals l'últim restà inacabat, que transcorre durant les Guerres Napoleòniques i ha estat escrita per Patrick O'Brian. La sèrie se centra en l'amistat entre el capità Jack Aubrey de la Royal Navy i el seu amic el cirurgià Stephen Maturin, qui, a més a més de català-irlandès és naturalista i agent secret. L'última de les novel·les, publicada el 2004, ha quedat inacabada, degut a la mort de Patrick O'Brian l'any 2000.
La pel·lícula Master and Commander: The Far Side of the World (que va sortir a Espanya doblada al castellà sota el títol "Master and commander. Al otro lado del mundo" i a l'Argentina com a "Capitán de mar y guerra. La costa más lejana del mundo"), realitzada l'any 2003, està basada en els llibres de Patrick O'Brian, principalment Master and Commander, HMS Surprise, The Letter of Marque (1988, La patent de cors), principalment, The Far Side of the World (1984, La costa més llunyana del món, o L'altra banda del món). L'actor Russell Crowe encarna a Jack Aubrey, mentre que l'actor Paul Bettany encarna a Stephen Maturin. Àmpliament acceptada inclús pels crítics.
Els llibres d'aquesta sèrie transmeten amb molt de realisme la lluita i la problemàtica sociopolítica que se succeïa a Europa (principalment l'Occidental, Imperi Britànic i França) a principis del segle xix, al voltant de l'eix fictici d'Aubrey i Maturin i de l'Armada anglesa. Són llibres molt detallats i documentats sobre l'Armada i la navegació anglesa, de caràcter èpic i aventurer, amb personatges amb un entorn psicològic i personalitat molt ben estructurats, i de lectura amena i excitant.
Així també, per als lectors catalans, té especial interès la figura de Stephen Maturin, nacionalista català i irlandès (ja que són els seus orígens), que lluita, com a metge (i com a agent secret) de l'Armada anglesa, contra la tirania francesa encarnada per Napoleó, per la llibertat de catalans i irlandesos.
Interessant lectura, doncs, per tots aquells àvids d'aventures, d'èpica, i amb especial interès per les armades, les batalles navals, i les qüestions polítiques d'Europa occidental de finals del segle xviii i principis del segle xix.

## Sèrie Aubrey-Maturin
A continuació la llista dels llibres publicats amb els títols en anglès i català (si existeix traducció).
1. Master and Commander, 1970. (Capità de mar i de guerra. Edhasa, 1999)
2. Post Captain, 1972. (Capità de navili. Edhasa, 2000)
3. H.M.S. Surprise, 1973.
4. The Mauritius Command, 1977.
5. Desolation Island, 1978.
6. The Fortune of War, 1979.
7. The Surgeon's Mate, 1980.
8. The Ionian Mission, 1981.
9. Treason's Harbour, 1983.
10. The Far Side of the World, 1984.
11. The Reverse of the Medal, 1986.
12. The Letter of Marque, 1988.
13. The Thirteen Gun Salute, 1989.
14. The Nutmeg of Consolation, 1991.
15. The Truelove, 1993.
16. The Wine-Dark Sea, 1993.
17. The Commodore, 1994.
18. The Yellow Admiral, 1996.
19. The Hundred Days, 1998.
20. Blue at the Mizzen, 1999.
21. The Final Unfinished Voyage of Jack Aubrey, 2004.